# Insulamon palawanense
Cua tím Palawan (Danh pháp khoa học: Insulamon palawanense) là một loại cua trong họ Potamidae mới được phát hiện năm 2012 tại đảo Palawan của Philippines. Loài cua tía đẹp là một trong bốn loài sinh vật mới phát hiện gần đây ở đảo Palawan của Philippines. Loài cua này chỉ sống độc nhất trên đảo, nhưng bị đe dọa bởi các dự án khai thác khoáng sản, các dự án khai thác khoáng sản khác nhau gây ra mối đe dọa cho loài cua này. 

## Đặc điểm
Chúng là những biến thể của cua nước ngọt Insulamon nhiều màu sắc và chỉ có ở đảo này. Loài cua có màu tím hơi đỏ của giống cua Insulamon là những biến thể độc nhất đặc hữu chỉ một hay một vài đảo. Loài cua này cũng chỉ có ở Palawan. Biển bao bọc làm cho loài cua này không thể trải rộng ra những nơi khác, vì chúng phụ thuộc vào nước ngọt ở tất cả các giai đoạn phát triển. Tách biệt hoàn toàn với họ hàng, chúng phát triển loài và giống tách biệt riêng qua hàng vạn năm. Kiểu cua Insulamon duy nhất được biết trước đây bị giới hạn từ nhóm đảo Calamian tới bắc Palawan. Bốn loài mới sống độc nhất trong đảo Palawan thực và là nơi sinh sống độc nhất. 